# سرأسياب كرة (توت ندة)
سرأسياب كرة (بالفارسية: سرآسیاب کره) هي قرية تقع في إيران في قسم توت ندة الريفي. يقدر عدد سكانها بـ 106 نسمة بحسب إحصاء 2016.